# Prêmio ABL de Literatura Infantojuvenil
O Prêmio ABL de Literatura Infantojuvenil é um prêmio de literatura brasileiro, oferecido pela Academia Brasileira de Letras (ABL) aos autores dos melhores livros de Literatura Infantojuvenil, desde 1999.
Existiu anteriormente, até 1994, o Prémio Monteiro Lobato de literatura infantil.

## Premiados
- 2015 - Nelson Cruz pela obra O livro do acaso
- 2014 - Tatiana Salem Levy pela obra Tanto mar
- 2014 - Mirna Pinsky pela obra Um menino, sua amiga, um fichário e dois preás
- 2013 - Luiz Raul Machado pela obra As 17 cores do branco
- 2012 - Marisa Lajolo pela obra O poeta do exílio
- 2011 - Ferreira Gullar pela obra Zoologia Bizarra
- 2010 - Ângela Lago pela obra Marginal à esquerda
- 2009 - Francisco de Sales Araújo e Ciro Fernandes (ilustrações) pela obra Cordelinho
- 2008 - Daniel Munduruku pela O Olho Bom do Menino
- 2007 - Adélia Prado pela obra Quando eu era pequena
- 2006 - Rio de Oliveira pela obra Cartas Lunares
- 2005 - Rogério Andrade Barbosa pela obra Contos africanos para crianças brasileiras
- 2004 - Bartolomeu Campos de Queiros pela obra Até passarinho passa
- 2003 - Ziraldo Alves Pinto pela obra Menina Nina
- 2002 - Roseana Murray e Roger Melo pela obra Jardins
- 2001 - Ruth Rocha pela obra Odisséia (adaptação)
- 2000 - Manoel de Barros pela obra Exercício de ser criança
- 1999 - Maurício de Souza pela obra A turma da Mônica